# Rockford (Iowa)
Rockford és una població dels Estats Units a l'estat d'Iowa. Segons el cens del 2000 tenia 907 habitants.

## Demografia
Segons el cens del 2000, Rockford tenia 907 habitants, 380 habitatges, i 248 famílies. La densitat de població era de 555,9 habitants/km².
Dels 380 habitatges en un 31,6% hi vivien nens de menys de 18 anys, en un 51,1% hi vivien parelles casades, en un 11,3% dones solteres, i en un 34,7% no eren unitats familiars. En el 30,8% dels habitatges hi vivien persones soles el 16,6% de les quals corresponia a persones de 65 anys o més que vivien soles. El nombre mitjà de persones vivint en cada habitatge era de 2,39 i el nombre mitjà de persones que vivien en cada família era de 2,94.
Per edats la població es repartia de la següent manera: un 27,9% tenia menys de 18 anys, un 8,2% entre 18 i 24, un 25,8% entre 25 i 44, un 20,5% de 45 a 60 i un 17,6% 65 anys o més.
L'edat mediana era de 36 anys. Per cada 100 dones de 18 o més anys hi havia 85,3 homes.
La renda mediana per habitatge era de 32.143 $ i la renda mediana per família de 40.875 $. Els homes tenien una renda mediana de 30.288 $ mentre que les dones 20.417 $. La renda per capita de la població era de 15.455 $. Entorn del 8% de les famílies i l'11,9% de la població estaven per davall del llindar de pobresa.

## Poblacions més properes
El següent diagrama mostra les poblacions més properes.